# Куртка
Ку́ртка — чаще всего короткое верхнее изделие (одежда), наглухо застёгивающееся. Иногда противопоставляется пальто как длиннополой зимней и/или демисезонной верхней одежде, а также мужскому пиджаку и женскому жакету, как верхней одежде в холодную погоду. Курткой считается чуть ниже пояса верхняя одежда, носящаяся на плечах (на верхней части туловища/ тела).
Современные куртки изготавливаются из водоотталкивающих тканей (кожа, деним), а также меха и искусственного меха. Часто куртки шьются с утеплённой подкладкой. Иногда куртки снабжаются молнией и капюшоном.

## История
Существует множество версий происхождения курток, однако короткая верхняя тёплая одежда издревле известна у разных народов. У северных народов она известна с эпохи мезолита (Оленеостровский могильник). Курткой-аляской называют традиционную одежду эскимосов, из чего делают вывод, что именно они изобрели куртки. Традиционная верхняя короткая одежда японцев (хаори или дзюдоги), а также русских (зипун) часто классифицируется как куртка.
Издревле носили куртки в Европе. В эпоху Средневековья в кожаные куртки облачались английские и французские лучники (колет и котарди). В эпоху Возрождения куртка стала составной частью испанского костюма. В XVII веке их носили мушкетёры, а в XVIII веке — гусары (доломан и ментик) и драгуны. Моду на ношение курток в высших сословиях ввёл в 1860 году итальянский революционер Гарибальди, причём куртка Гарибальди нередко именовалась блузой или рубашкой и была сделана из алого кашемира.
В XX веке получили популярность такие форменные куртки как ватная куртка, френч, бушлат и афганка.

## Этимология
В русском и польском (пол. kurtka) языках слово куртка тюркского, либо аланского происхождения (ср. курэт, осет. куырæт — название бешмета), либо персидского (ср. курта, перс. کرتا‎) и известно с XVII века. По другой версии слово «куртка» образовано от немецкого слова «kurz» — «короткий» или от латинского curtus — «короткий».
Слово может иметь тюркское происхождение. В тюркских языках, в частности казахском, имеется старинная национальная одежда «күрте», представляющая собой короткую одежду с утеплением (подкладкой).
Слово «курта» является заимствованием из урду и хинди, исходно — от персидского: буквального «рубашка без воротника». Из Персии слово рано попало в Россию (как куртка). В книге историка И. Е. Забелина «Домашний быт русских цариц в XVI и XVII столетиях» приводится цитата из архивного документа: 

«В 1638 году июня 26 царевичевым метальникам Макарку да Ивашку Андреевым сшиты две курты да двои штаны из красного (червленого) сукна, а вместо шапок, аракчины (ермолки) тоже из сукна-багреца…»
В западноевропейских языках куртку называют жакетом (англ. jacket; нем. Jacke). Например, джинсовая куртка — denim jacket; кожаная куртка (косуха) — leather jacket.

## В искусстве
В русской литературе лексема «куртка» и производная от неё «курточка» имела широкое распространение в XIX веке. Например, Достоевский упоминает о серых суконных куртках арестантов (Записки из Мёртвого дома, 1860).
«Кожаная куртка» в начале XX века (1920 год) прочно ассоциировалась с комиссарами.

## Описание
Куртки — вид одежды, предназначенной для защиты от ветра, холода и дождя. Куртки имеют общие характеристики с куртками-парками, но отличаются от них длиной, которая может варьировать от уровня значительно ниже талии до середины бедра, но не ниже.
Куртки имеют следующие особенности:
- капюшон (иногда скрытый в воротнике куртки);
- полный разрез спереди, с застежкой-молнией, на кнопках или с застежкой «велкро», часто прикрытый защитным клапаном;
- подкладку (которая может быть стеганой или подбитой утеплителем, например, синтепоном или пухом[18]); современные зимние куртки снабжены климат-контролем.
- длинные рукава.

Кроме того, куртки обычно имеют хотя бы одну из перечисленных ниже особенностей:
- шнурок или другие средства затягивания на талии и/или внизу изделия;
- манжеты, плотно охватывающие запястье, с эластичными или иными стягивающими элементами;
- воротник; в зимних куртках имеет меховую отделку[19]
- карманы.

Существует термин «аналогичные изделия» по отношению к курткам, который распространяется на предметы одежды, сходные по особенностям с курткой, за исключением капюшона или подкладки. Он также применяется к одежде, определённой как куртка, но имеющей только частичный разрез и застёжку спереди. Термин не распространяется на изделия без капюшона и подкладки.

## Применение
Куртки являются элементом рабочей или форменной одежды (например, полицейских) часто с символикой предприятия, а также часто их носят как атрибут субкультуры (бомбер для скинхедов и косуха для байкеров).

## Галерея
- Кожаная куртка
- Бомбер
- Куртка Бизон на спине
- Куртка
- Куртка Сафари